# Constantin Henriquez
Constantin Henriquez (n. anii 1870, Port-de-Paix, Nord-Ouest⁠(d), Haiti – d. 1 februarie 1942, Port-au-Prince, Haiti) a fost un fotbalist ce a reprezentat Franța, medaliat olimpic. A participat la o ediție a Jocurilor Olimpice (1900) în care a câștigat o medalie de aur.

## Participări
Lista de mai jos prezintă principalele competiții la care a participat Constantin Henriquez de-a lungul carierei.
- Jocurile Olimpice de vară din 1900